# Agoma halans
Agoma halans är en fjärilsart som beskrevs av Karsch 1895. Agoma halans ingår i släktet Agoma och familjen nattflyn. Inga underarter finns listade i Catalogue of Life.